# Нейроспора густая
Нейроспо́ра густа́я (лат. Neuróspora crássa) — вид мицелиальных грибов отдела аскомицетов. Один из наиболее популярных объектов генетики.

## Биологические особенности
Род Neurospora («красная хлебная плесень») относится к группе пиреномицетов. Мицелий густой, обильно ветвящийся. Клеточная стенка в молодых гифах толщиной чуть больше 100 нм, трёхслойная (β-1,3→1,6-глюкановый, белково-хитиновый, белковый слои). Клетки гиф всегда одноядерные.
Жизненный цикл гаплофазный. Преобладает конидиальное («бесполое») спороношение. На гифах развиваются микроконидии и артроконидии, скопления ярко окрашенных (розовых или оранжевых) конидий. Название Neurospora род получил из-за характерной исчерченности на спорах, напоминающей нервные волокна (греч. νευρων — «жилка»).
Плодовые тела — перитеции, светло окрашенные; иногда недоразвиты (склероции). В сумках аскоспоры располагаются линейно по 8: после мейоза обычно происходит ещё одно (митотическое) деление (у нейроспоры четырёхспоровой Neurospora tetraspora — нет).
В природе среди видов нейроспоры преобладают почвенные (N. crassa встречается главным образом в тропиках и субтропиках). Отличаются термоустойчивостью, в связи с чем их можно обнаружить на обгоревших растениях после пожаров, а также в плохо пропечённом хлебе.

## Использование в генетических исследованиях
Neurospora crassa известна как модельный организм генетических исследований, так как она быстро растёт на минимальной среде и имеет гаплоидный жизненный цикл. Генетический анализ в этом случае оказывается простым, так как рецессивные черты проявляются в первом же поколении. Геном нейроспоры — семь хромосом (групп сцепления).
На N. crassa впервые было непосредственно доказано, что менделевское расщепление признаков — закономерный результат мейоза, а не статистическая закономерность. Линейное расположение мейоспор в аске позволяет определить результаты кроссинговера непосредственно по гаплоидным продуктам (см. Тетрадный анализ).
Нейроспора использовалась в экспериментах Э. Тейтума и Дж. Бидла по изучению генетического контроля процессов метаболизма. Вызванные рентгеновским облучением мутации приводили к изменению структуры генов и легко выявлялись по нарушениям отдельных биохимических реакций. Это привело исследователей к гипотезе «Один ген — один фермент» и представлению о том, что каждый ген кодирует определённый белок. В 1958 году Бидл и Тейтум получили Нобелевскую премию по физиологии и медицине.
В составе ДНК доля пар Г+Ц — 52—55 %. Доля кодирующих (неповторяющихся) последователей — 90 % генома. К 2003 году геном N. crassa был полностью секвенирован. Он составляет 43 млн пар оснований и содержит около 10 000 генов.

## Другие виды нейроспоры
- N. africana Huang & Backus
- N. sitophila Shear & B.O. Dodge. Встречается в пекарнях; в народной кухне Юго-Восточной Азии используется для окрашивания кондитерских изделий в оранжевый цвет. Самостерильный вид с двумя типами спаривания. Попытки использовать N. sitophila в лабораторной практике оказались неудачны: мелкие летучие споры гриба легко распространяются и заражают другие культуры.
- N. terricola Gochenaur & Backus
- N. tetraspora